# أغستاش إبلنغياني
أغستاش إبلنغياني (الاسم العلمي: Agastache eplingiana) نوع نباتي يتبع جنس الأغستاش وينتمي إلى الفصيلة الأغستاش.